# Ligulariopsis
Ligulariopsis là một chi thực vật có hoa trong họ Cúc (Asteraceae).

## Loài
Chi Ligulariopsis gồm các loài: